# Phobia (álbum de Breaking Benjamin)
Phobia —en español: Fobia— es el tercer álbum de estudio de la banda americana, post-grunge/alternative metal, Breaking Benjamin. Fue grabado en The Barbershop Studios en Hopatcong y lanzado el 8 de agosto de 2006 a través de Hollywood Records.

## Recepción
Phobia fue lanzado el 8 de agosto de 2006 y se agotó rápidamente en las principales cadenas minoristas como Best Buy y Target. El álbum vendió 131 000 copias en su primera semana, lo que la convirtió en la venta más rápida y en el álbum más exitoso de Breaking Benjamin hasta la fecha, alcanzando el #2 en los EE. UU en la lista Billboard Top 200. Este es el primer álbum de estudio en que el baterista Chad Szeliga grabó con la banda. La pista de introducción cuenta con los efectos de sonido de un aeropuerto, procedimientos de seguridad estándar, una asistente de vuelo dando un anuncio y el sonido de un avión haciendo su ascenso, en alusión al miedo a volar de Benjamin Burnley; de ahí la inspiración para el nombre del álbum: Fobia.

## Lista de canciones
- Edición estándar

| Phobia |                        |                  |                                                            |          |  |
| N.º    | Título                 | Escritor(es)     | Performer(s)                                               | Duración |  |
| 1.     | «Intro»                | Benjamin Burnley | Benjamin Burnley, Aaron Fink, Mark Klepaski, Jeremy Hummel | 1:13     |  |
| 2.     | «The Diary of Jane»    | Benjamin Burnley | Benjamin Burnley, Aaron Fink, Mark Klepaski, Jeremy Hummel | 3:20     |  |
| 3.     | «Breath»               | Benjamin Burnley | Benjamin Burnley, Aaron Fink, Mark Klepaski, Jeremy Hummel | 3:38     |  |
| 4.     | «You»                  | Benjamin Burnley | Benjamin Burnley, Aaron Fink, Mark Klepaski, Jeremy Hummel | 3:21     |  |
| 5.     | «Evil Angel»           | Benjamin Burnley | Benjamin Burnley, Aaron Fink, Mark Klepaski, Jeremy Hummel | 3:41     |  |
| 6.     | «Until the End»        | Benjamin Burnley | Benjamin Burnley, Aaron Fink, Mark Klepaski, Jeremy Hummel | 4:12     |  |
| 7.     | «Dance With the Devil» | Benjamin Burnley | Benjamin Burnley, Aaron Fink, Mark Klepaski, Jeremy Hummel | 3:47     |  |
| 8.     | «Topless»              | Benjamin Burnley | Benjamin Burnley, Aaron Fink, Mark Klepaski, Jeremy Hummel | 3:03     |  |
| 9.     | «Here We Are»          | Benjamin Burnley | Benjamin Burnley, Aaron Fink, Mark Klepaski, Jeremy Hummel | 4:18     |  |
| 10.    | «Unknown Soldier»      | Benjamin Burnley | Benjamin Burnley, Aaron Fink, Mark Klepaski, Jeremy Hummel | 3:46     |  |
| 11.    | «Had Enough»           | Benjamin Burnley | Benjamin Burnley                                           | 3:50     |  |
| 12.    | «You Fight Me»         | Benjamin Burnley | Benjamin Burnley, Aaron Fink, Mark Klepaski, Jeremy Hummel | 3:12     |  |
| 13.    | «Outro»                | Benjamin Burnley | Benjamin Burnley, Aaron Fink, Mark Klepaski, Jeremy Hummel | 2:09     |  |
| 43:30  |                        |                  |                                                            |          |  |

| Best Buy exclusive bonus track & Japanese bonus track |                                |                  |                                                            |          |  |
| N.º                                                   | Título                         | Escritor(es)     | Performers                                                 | Duración |  |
| 14.                                                   | «The Diary of Jane (Acoustic)» | Benjamin Burnley | Benjamin Burnley, Aaron Fink, Mark Klepaski, Jeremy Hummel | 3:05     |  |
| 46:35                                                 |                                |                  |                                                            |          |  |

| EMI bonus tracks |                                         |                  |                                                            |          |  |
| N.º              | Título                                  | Escritor(es)     | Performers                                                 | Duración |  |
| 14.              | «The Diary of Jane" (Acoustic version)» | Benjamin Burnley | Benjamin Burnley, Aaron Fink, Mark Klepaski, Jeremy Hummel | 3:05     |  |
| 15.              | «So Cold (Acoustic version)»            | Benjamin Burnley | Benjamin Burnley, Aaron Fink, Mark Klepaski, Jeremy Hummel | 3:55     |  |
| 16.              | «Rain (2005)»                           | Benjamin Burnley | Benjamin Burnley, Aaron Fink, Mark Klepaski, Jeremy Hummel | 3:25     |  |
| 57:00            |                                         |                  |                                                            |          |  |

| Collector's edition DVD track listing |                                           |                  |                                                            |          |  |
| N.º                                   | Título                                    | Escritor(es)     | Performer(s)                                               | Duración |  |
| 1.                                    | «Polyamorous (from Saturate)»             | Benjamin Burnley | Benjamin Burnley, Aaron Fink, Mark Klepaski, Jeremy Hummel |          |  |
| 2.                                    | «Home (from Saturate)»                    | Benjamin Burnley | Benjamin Burnley, Aaron Fink, Mark Klepaski, Jeremy Hummel |          |  |
| 3.                                    | «Shallow Bay (from Saturate)»             | Benjamin Burnley | Benjamin Burnley, Aaron Fink, Mark Klepaski, Jeremy Hummel |          |  |
| 4.                                    | «Breakdown (From We Are Not Alone)»       | Benjamin Burnley | Benjamin Burnley, Aaron Fink, Mark Klepaski, Jeremy Hummel |          |  |
| 5.                                    | «Topless (Phobia)»                        | Benjamin Burnley | Benjamin Burnley, Aaron Fink, Mark Klepaski, Jeremy Hummel |          |  |
| 6.                                    | «Away (from Saturate)»                    | Benjamin Burnley | Benjamin Burnley, Aaron Fink, Mark Klepaski, Jeremy Hummel |          |  |
| 7.                                    | «Intro»                                   | Benjamin Burnley | Benjamin Burnley, Aaron Fink, Mark Klepaski, Jeremy Hummel |          |  |
| 8.                                    | «The Diary of Jane (Phobia)»              | Benjamin Burnley | Benjamin Burnley, Aaron Fink, Mark Klepaski, Jeremy Hummel |          |  |
| 9.                                    | «Dance with the Devil (Phobia)»           | Benjamin Burnley | Benjamin Burnley, Aaron Fink, Mark Klepaski, Jeremy Hummel |          |  |
| 10.                                   | «Until the End (Phobia)»                  | Benjamin Burnley | Benjamin Burnley, Aaron Fink, Mark Klepaski, Jeremy Hummel |          |  |
| 11.                                   | «Had Enough (Phobia)»                     | Benjamin Burnley | Benjamin Burnley                                           |          |  |
| 12.                                   | «Sooner or Later (From We Are Not Alone)» | Benjamin Burnley | Benjamin Burnley, Aaron Fink, Mark Klepaski, Jeremy Hummel |          |  |
| 13.                                   | «Break My Fall (From We Are Not Alone)»   | Benjamin Burnley | Benjamin Burnley, Aaron Fink, Mark Klepaski, Jeremy Hummel |          |  |
| 14.                                   | «So Cold (From We Are Not Alone)»         | Benjamin Burnley | Benjamin Burnley, Aaron Fink, Mark Klepaski, Jeremy Hummel |          |  |
| 15.                                   | «Breath (Phobia)»                         | Benjamin Burnley | Benjamin Burnley, Aaron Fink, Mark Klepaski, Jeremy Hummel |          |  |
| 16.                                   | «Evil Angel (Phobia)»                     | Benjamin Burnley | Benjamin Burnley, Aaron Fink, Mark Klepaski, Jeremy Hummel |          |  |

## Personal
Breaking Benjamin
- Benjamin Burnley - vocalista, coros, guitarra rítmica
- Aaron Fink - Guitarra líder
- Mark James Klepaski - bajo
- Chad Szeliga - batería

Additional musicians
- Sebastian Davin (de Dropping Daylight) - piano y coros (en la pista 7, 12 y 14)
- David Eggar - chelo en "The Diary of Jane (acústico)"
- Scott Treibitz - cello arrangement

Producción
- y coros (en la pista 7, 12 y 14)
- Producido por David Bendeth
- organizado por Benjamin Burnley and David Bendeth
- La ingeniería y la edición digital por Dan Korneff, John Bender y Kato Khandwala
- Asistente de ingeniería por Mark Rinaldi and Austin Briggs
- mezcla por Ben Grosse
- "The Diary of Jane" mezclado por Chris Lord-Alge
- asistente de mezcla by Paul Pavao
- masterizado por Ted Jensen
- Dirección de arte y diseño T4design
- Cubierta ilustraciones por Kamil Vojnar en Getty Images
- Fotografía por Phil Mucci, Prem Prakash Sahu, Dada Jayela